# 블로두그호피
블로두그호피(고대 노르드어: Blóðughófi→피투성이 발굽)는 북유럽 신화 문헌인 《신 에다》 중 〈이름의 암송〉에서 언급되는 프레이의 말이다.
〈스키르니르가 말하기를〉을 보면 프레이가 스키르니르에게 요툰헤임으로 가서 게르드에게 자신의 구애를 전할 수 있도록 말을 건네준다. 이때 말의 이름이 언급되지 않지만 정황상 블로두그호피라고 볼 수도 있다.

## 같이 보기
- 굴린부르스티
- 슬레이프니르